# وی یی
وِی یی (پین‌یین: Wéi Yì؛ زادهٔ ۲ ژوئن ۱۹۹۹) استاد بزرگ شطرنج اهل جمهوری خلق چین است. او نخست در ۲۰۱۰ میلادی عنوان استاد فیده را به دست آورد و به دنبال آن در ۲۰۱۳ میلادی به‌ترتیب عناوین استاد بین‌الملل و استاد بزرگی را تصاحب کرد.
او درحالی که ۱۳ سال و ۸ ماه و ۲۳ روز سن داشت، عنوان استاد بزرگ شطرنج را به‌دست‌آورد و چهارمین استاد بزرگ جوان تاریخ لقب گرفت. وِی جوان‌ترین شطرنج‌بازی است که تاکنون ریتینگ ۲۷۰۰ را به دست آورده است، و در پانزده سالگی این شاهکار را بانجام رساند. او به نمایندگی از باشگاه جیانگسو در لیگ شطرنج چین حضور دارد.